# Sally Cherniavsky Fox
Salomea Cherniavsky „Sally“ Fox (geboren 1929 in Hollywood; gestorben am 26. Februar 2006 in Boston) war eine US-amerikanische Fotografin und Herausgeberin. Ihre Bildbände historischer Bilddokumente von Frauen bei Arbeit und Freizeit gelten als bedeutender Beitrag zur Frauengeschichte und zur Visual History.

## Familie, Ausbildung und Berufsleben
Sally Cherniavsky stammte aus einer jüdischen Musikerfamilie aus Russland, die nach Kalifornien eingewandert war. Als Jugendliche zog sie mit ihrer Familie nach New York, wo sie die High School of Music & Art and Performing Arts besuchte. Danach besuchte sie das Queen’s College, wo sie ihren Bachelorabschluss in Malerei und Kunstgeschichte erwarb. Sie fand Arbeit in der Öffentlichkeitsabteilung des Museum of Modern Art, danach für kurze Zeit in den Archives of American Art.
In dieser Zeit heiratete sie Maurice S. Fox. Sie hatten gemeinsam drei Söhne: Jonathan, Michael und Gregory. Die Familie zog später nach Brookline, Massachusetts. Dort begann Sally Fox, als Fotografin zu arbeiten. Der Sach- und Lehrbuchverlag Houghton Mifflin, für den sie eine Weile freiberuflich gearbeitet hatte, stellte sie schließlich als Verantwortliche für Bildrecherchen an. Dort blieb sie ihr gesamtes übriges Berufsleben.

## Herausgeberschaft
Sally Fox sammelte auch privat historische Fotos, Gemälde, Zeichnungen und Grafiken. Sie interessierte sich besonders für Bilder, die das Alltagsleben von Frauen dokumentieren. In den 1980er Jahren gab sie mehrere Bildbände heraus: 1985 erschien ihr erstes Buch The Medieval Woman. Darin präsentierte sie mittelalterliche illuminierte Manuskripte und Holzschnitte, die Frauen bei der Arbeit und bei Freizeitaktivitäten zeigen. Das Buch wurde mit über 300.000 verkauften Exemplaren ein Bestseller und wurde in acht Sprachen übersetzt. Ihr nächstes Werk, The Victorian Woman, erschien 1987 und war eine Sammlung von Bildmaterial über Frauen in der viktorianischen Zeit. 1988 gab sie eine weitere Sammlung mittelalterlicher Bilder heraus und im folgenden Jahr den Band The Sporting Woman, der sich Frauen beim Sport widmete, wiederum mit einem Schwerpunkt auf der viktorianischen Zeit. Darunter waren auch Plakate, Postkarten, Pressefotos und Karikaturen, die Frauen bei Sportarten zeigten, die für damalige Frauen als ungewöhnlich galten, wie Boxen oder Bergsteigen. Sally Fox war der Überzeugung, dass die von Männern geprägte Geschichtsschreibung die Vielfalt von Frauenleben unterschlage. Die Bilder dienten für sie als Beweise einer ansonsten undokumentierten Spannbreite von Interessen und Aktivitäten von Frauen im Verlauf der Geschichte. Aus ihrem letzten Buch entwickelte Fox eine Ausstellung, die im Laufe der 1990er Jahre unter dem Titel The Sporting Woman: InSights from the Past in diversen Museen und Universitäten gezeigt wurde.
2005 schenkte Sally Fox große Teile ihrer privaten Bildersammlung, die mehrere tausend Bilder umfasst, der Schlesinger Library, die sie bis heute aufbewahrt.

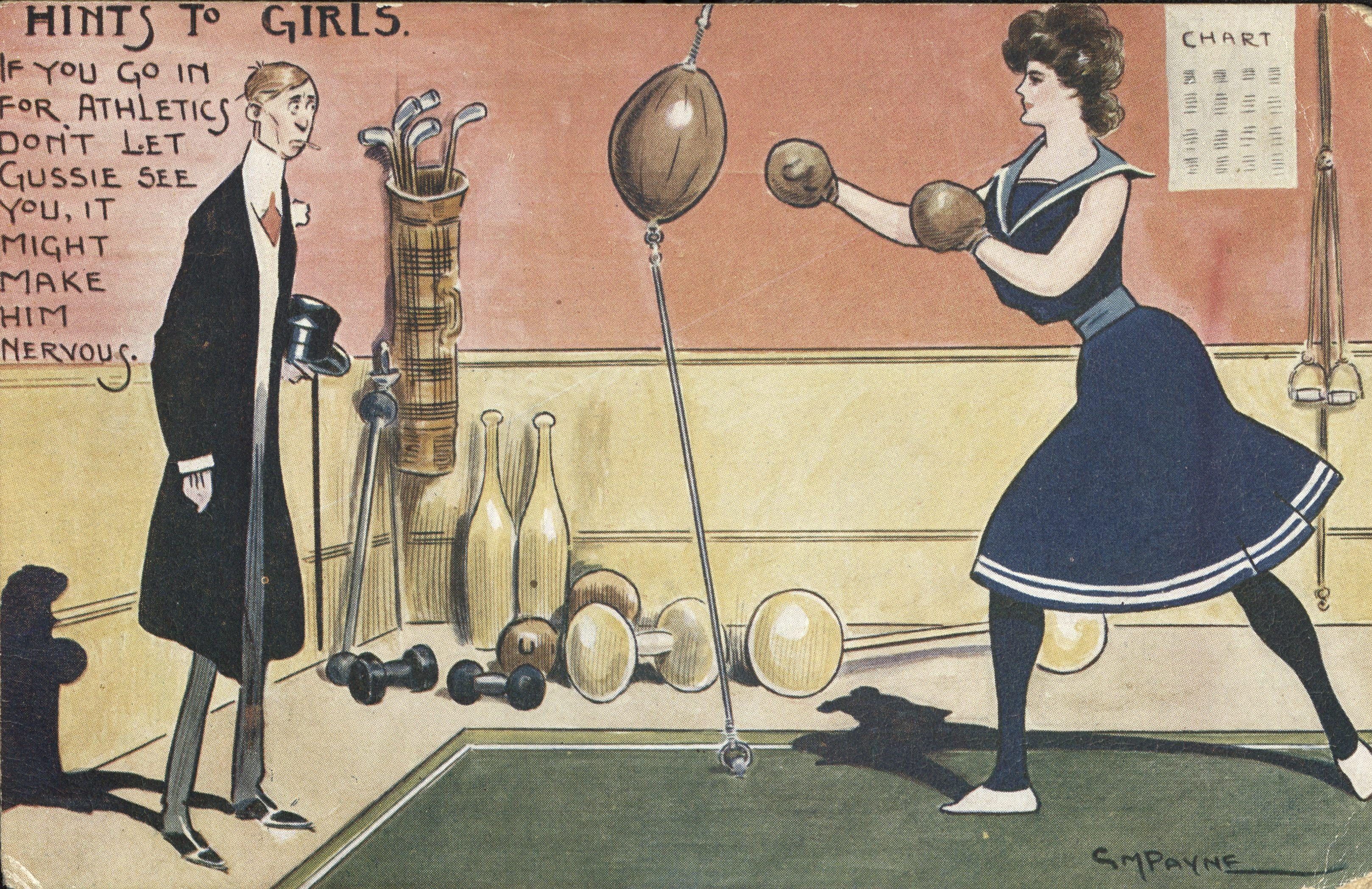
Boxen
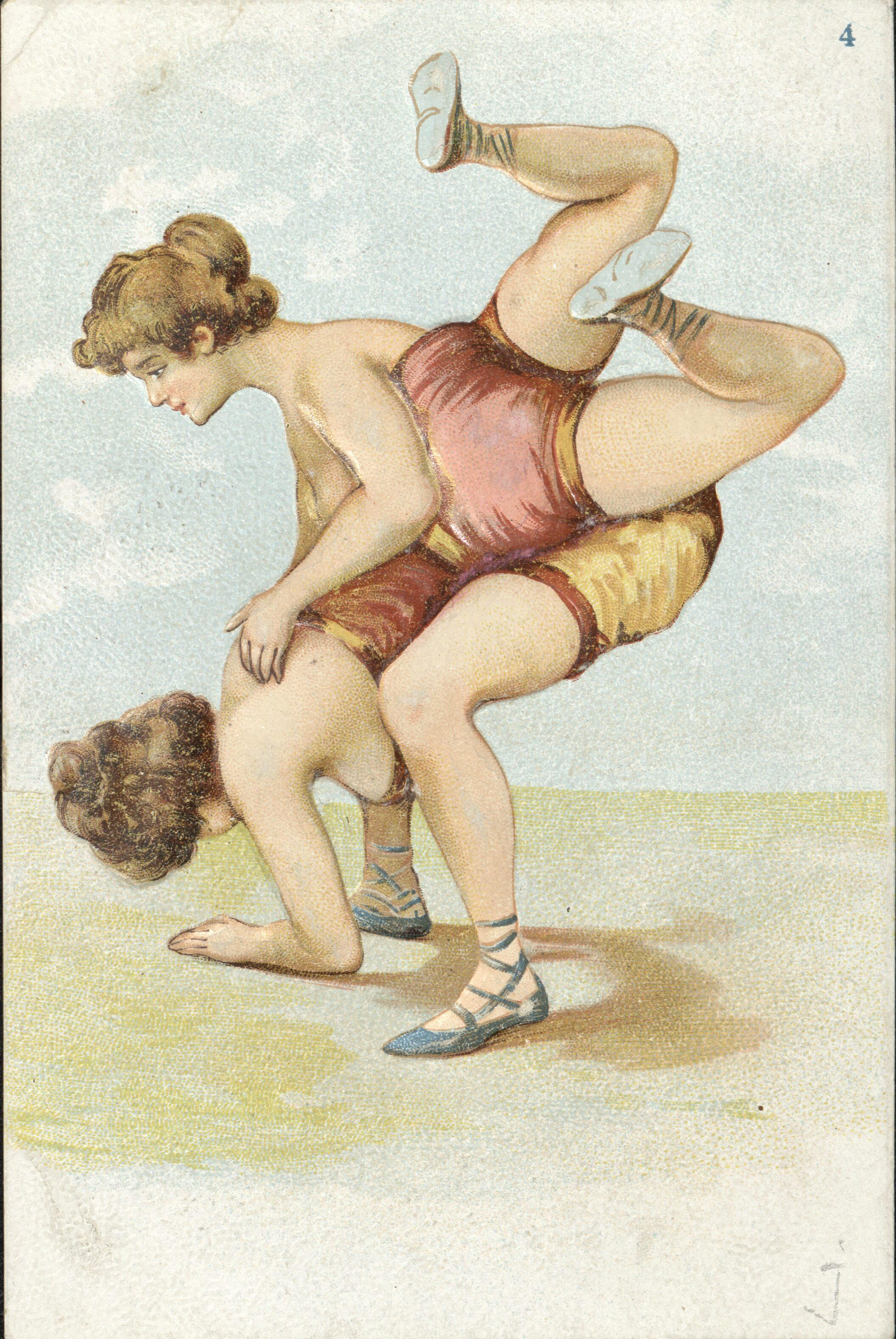
Wrestling
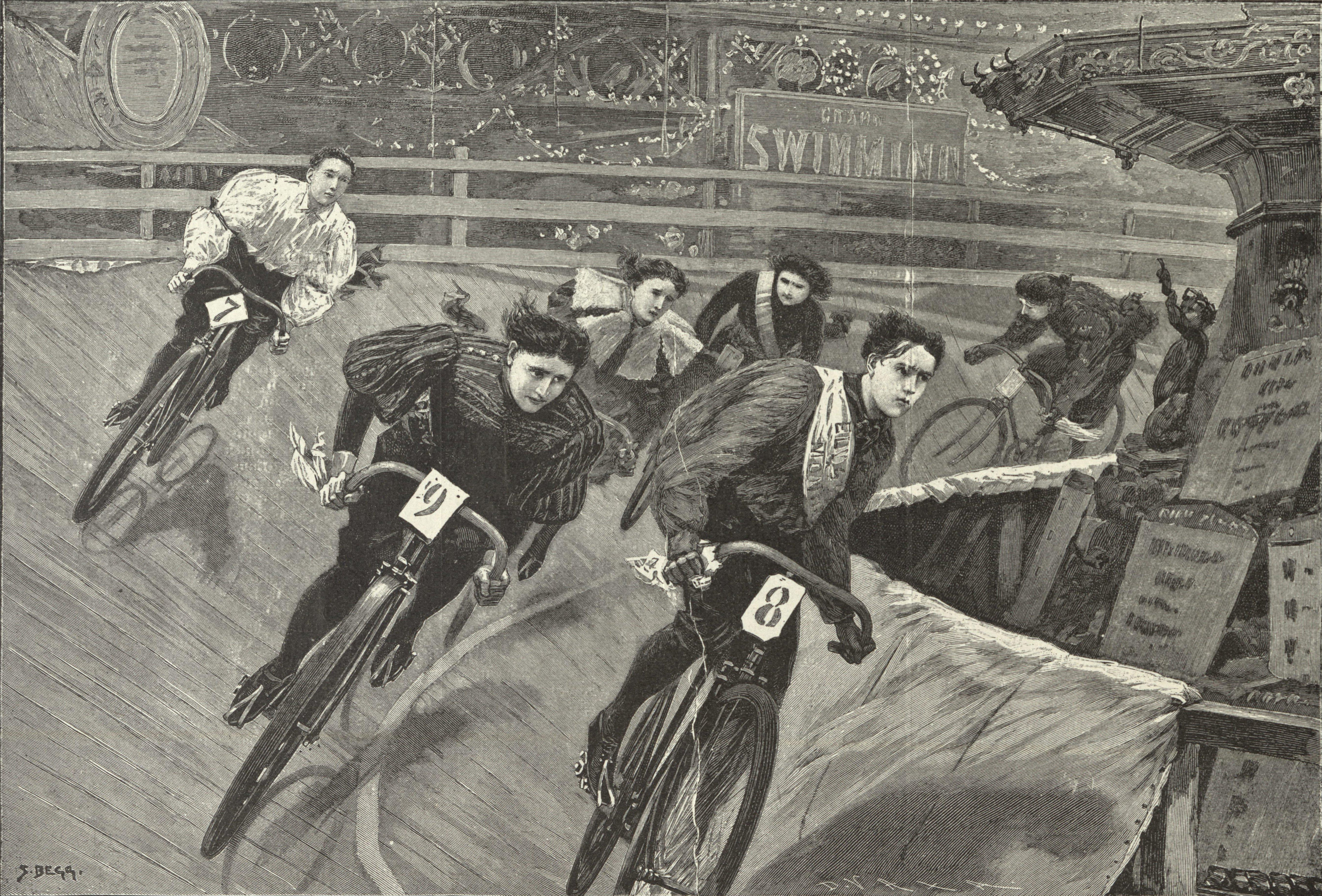
Bahnrad (1897)
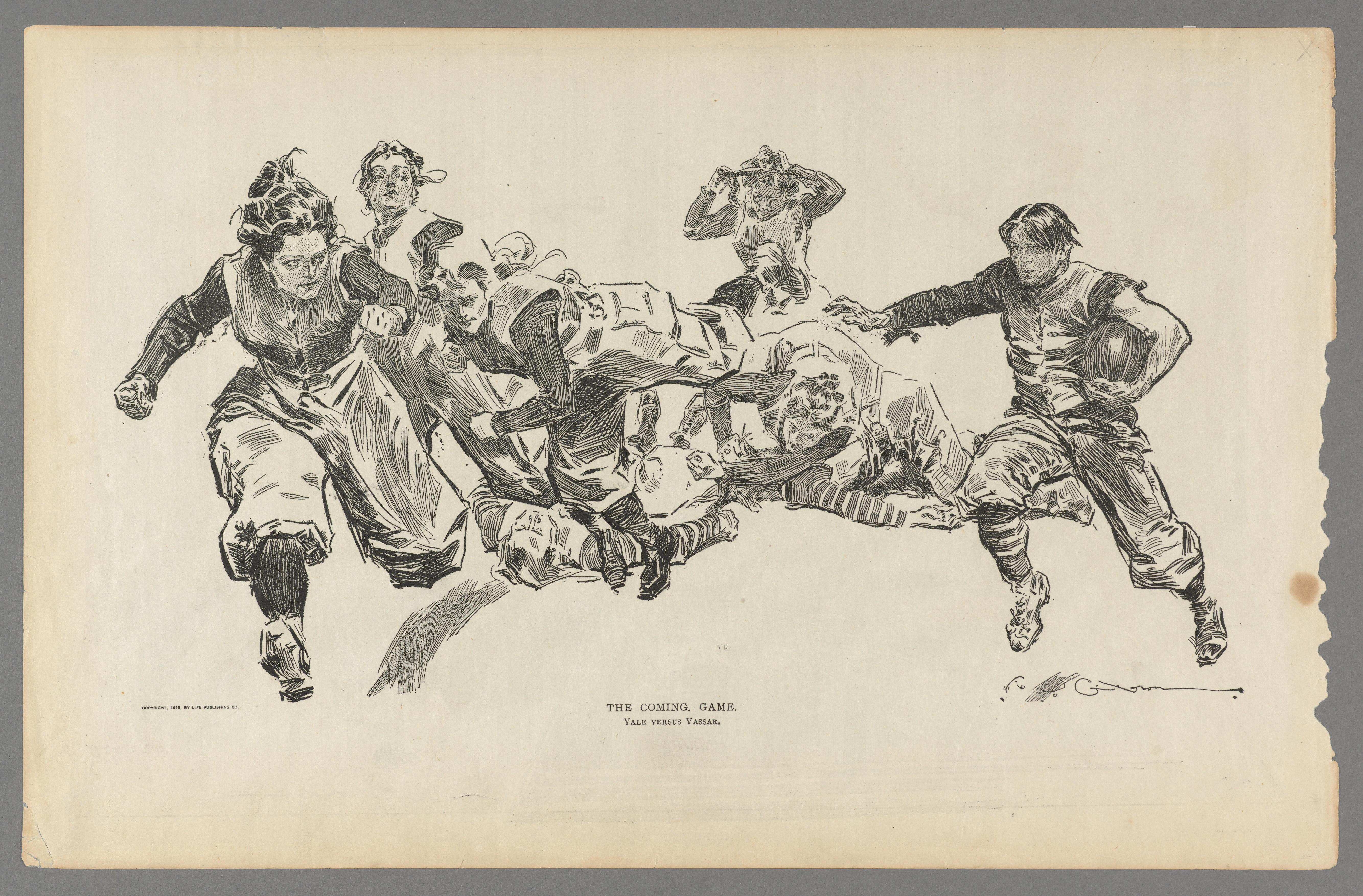
Football (1895)
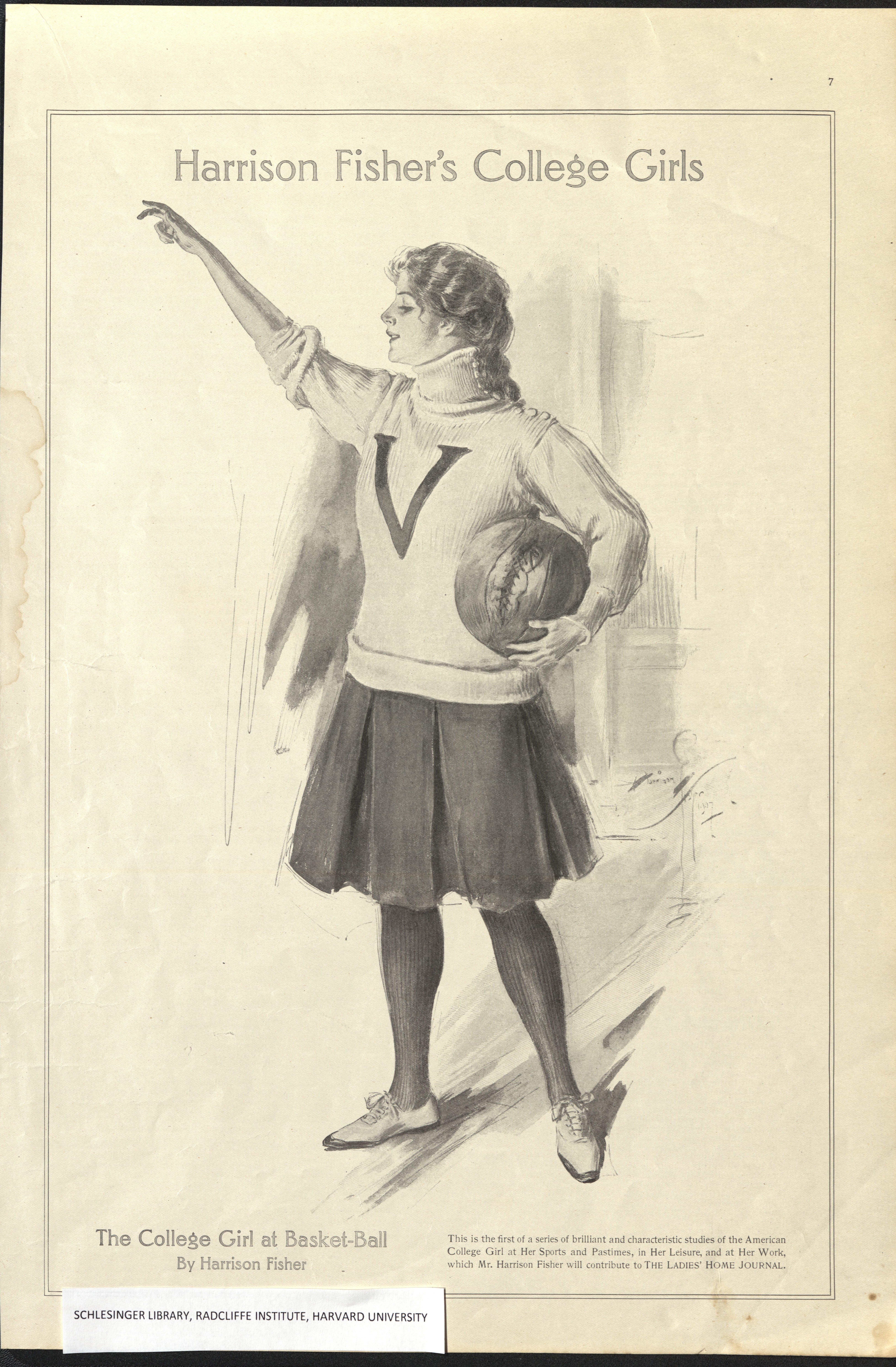
Basketball
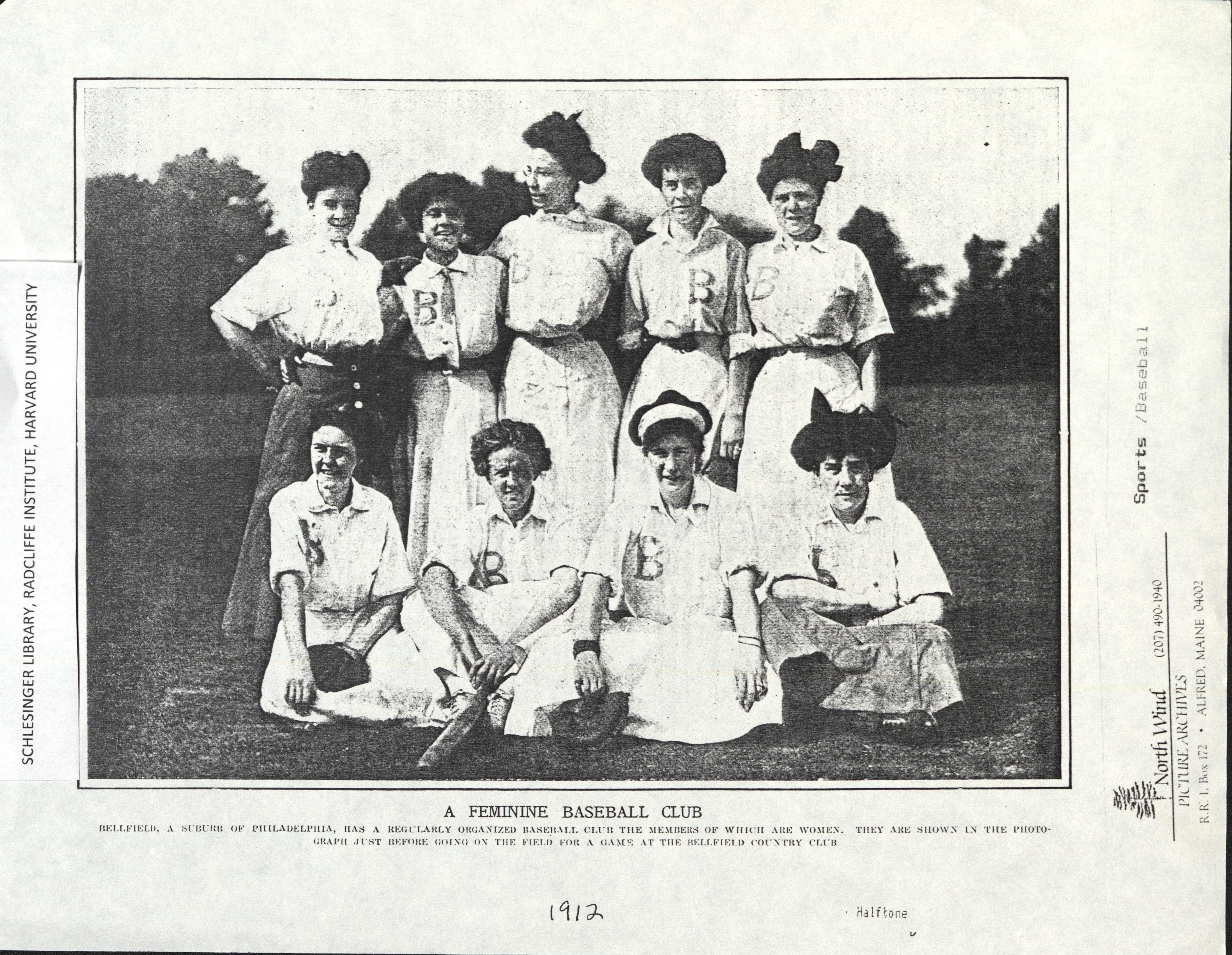
Baseball (1912)

## Werke
- The Medieval Woman. An Illuminated Book of Days (1985; ISBN 978-0-8212-1587-6)
- The Victorian Woman. A Book of Days (1987; ISBN 978-0-8212-1646-0)
- Medieval Women. An Illuminated Address Book (1988; ISBN 978-0-8212-1700-9)
- The Sporting Woman. A Book of Days (1989; ISBN 978-0-8212-1739-9)

## Auszeichnungen
Die American Society of Picture Professionals verlieh Sally Fox 1987 den Ann Novotny Award for Original Picture Research.